# Lamposaari (ö i Södra Savolax, Pieksämäki, lat 62,21, long 27,65)
Lamposaari är en ö i Finland. Den ligger i sjön Sysmä och i kommunen Jorois i den ekonomiska regionen  Pieksämäki ekonomiska region  och landskapet Södra Savolax, i den södra delen av landet, 270 km nordost om huvudstaden Helsingfors. Öns area är 31,5 hektar och dess största längd är 1,3 kilometer i sydöst-nordvästlig riktning.